# شارل مارتيل

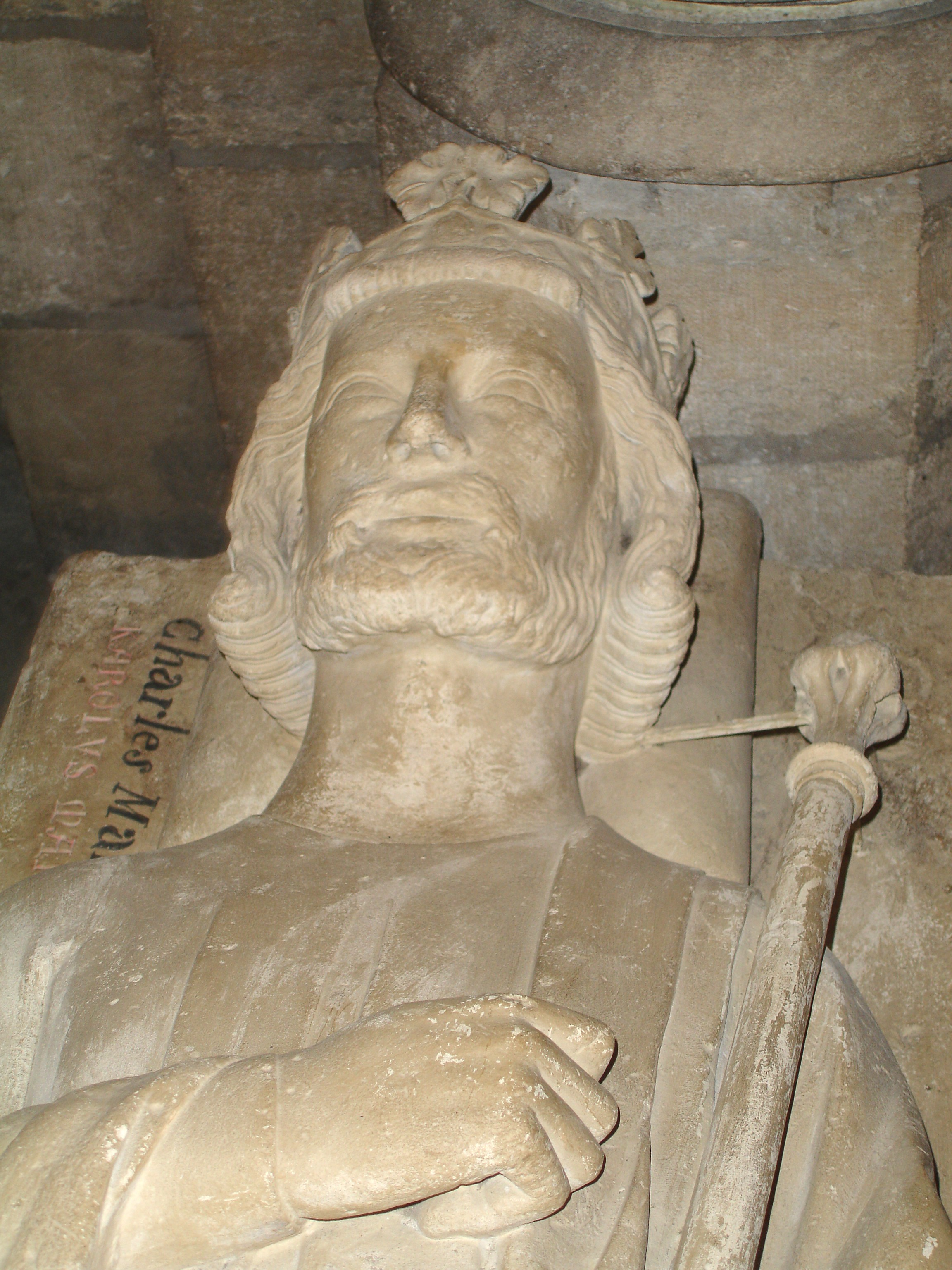
قارلة مارتل

قارله واسمهُ بالفرنسية الحديثة شارل مارتيل (بالفرنسية: Charles Martel)‏‏ (أغسطس 688 — 22 أكتوبر 741) قائد عسكري فرنجي كان الحاكم الفعلي للإمبراطورية الفرنجية منذ عام 718 حتى وفاته عام 741. حكم قارله، الذي كان اسميًّا ناظرًا للقصر (رئيس البلاط) ودوق أوستراسيا، غالة كلها تحت سلطان كلوتير الرابع (717 - 719م) وثيودوريك الرابع ملك فرنسا (721 - 737م). عرف لدى العرب القدماء باسم قارله، ومعنى اسمه «شارل المطرقة» وكان رئيس البلاط ودوق الفرنكيين مؤسس الإمبراطورية الكارولينجية انتصر على والي الأندلس عبد الرحمن الغافقي في معركة بلاط الشهداء، التي وقعت في 10 أكتوبر عام 732م.
قارله هو والد بيبين القصير وجد شارلمان. صد مارتل بعزيمتهِ غارات الغاليين مستعينًا بالفريزيين والسكسون، وأعان بونفاط (بالفرنسية: Boniface)‏ وغيره من المبشرين على تحويل ألمانيا للديانة المسيحية ولكنه حين اشتدت حاجتهُ إلى المال صادر أراضي الكنيسة.

## الإمبراطورية الكارولينجية
كارل مارتل هو مؤسس الإمبراطورية الكارولينجية وبسبب هذا، فإن معظم المؤرخين يفضلون استخدام مصطلح «الممالك الفرنكية» (إمبراطورية الفرنجة - «فرانكيا») للإشارة إلى المنطقة التي تشمل أجزاء من ألمانيا وفرنسا اليوم في الفترة من القرن الخامس إلى القرن التاسع.
عندما تستخدم عبارة الإمبراطورية الكارولينجية تشدد على تتويج البابا ليو الثالث شارلمان بوصفه إمبراطور في 800، هذا لا يشكل الواقع لأن كلا من شارل مارتل وكذلك أسلافه من حكام المملكة في وقت سابق كانوا من الفرنكيين. في الواقع، أسست الإمبراطورية خلال حياه كارل مارتل والد بيبين القصير وجد شارلمان.

## معركة بلاط الشهداء أو معركة بواتيه
واصل المسلمون التوسع بعد السيطرة على معظم أبيريا لينتقلوا شمالًا عبر جبال البرنييه حتى وصلوا وسط فرنسا وغرب سويسرا. هُزم الجيش الإسلامي في معركة بواتيه - تورز (تورز) عام 732 أمام قائد الفرنجة قارله.
حشد كارل مارتل جيشًا ضخمًا من الفرنسيين والعشائر الجرمانية البربرية الوثنية والعصابات المرتزقة من كل حدب وصوب، حتى أصبح هذا الجيش أضعاف جيش المسلمين على الرغم من ضخامة جيش المسلمين. استطاع قائد الإفرنج شارل مارتل إيقاف المد الإسلامي بقيادة عبد الرحمن الغافقي نحوه ومنعه من اجتياح قارة أوروبا وفي عام 759 أخرجهم بيبين القصير نهائيًا من جنوب فرنسا.
بعد أن وحّد كارل مارتل الفرنكيين تحت قيادتهِ، صمم على معاقبة السكسونيين واستطاع التغلب عليهم في أواخر عام 718، في معركة غابة تويتوبورغ.

## المطرقة
بحلول 730م، أصبحت مملكته آمنة، وبدأ قارله الإعداد حصرًا لعاصفة جيش المسلمين العاتية والقادمة من الغرب. وأدت معركة بواتيه إلى توقف الفتح الإسلامي في أوروبا الغربية ويسمى «شارل مارتل» بالمطرقة لاضطهادهِ رجال جيش المسلمين في مملكتهِ. وتعتبر تلك المعركة برأي المؤرخين هي التي حفظت المسيحية من الزوال ويقول المؤرخ إدوارد جيبون: (إنها حفظت المسيحية في أوروبا)، وسقط في المعركة نحو ما بين 10 آلاف إلى 20 ألف قتيل مسلم مقابل 15 ألف قتيل مسيحي.

## بدايات حركة الاسترداد
كانت بداية حركة الاسترداد في عام 718، حيث يرى المؤرخون الإسبان أن هذه الحركة تبدأ من معركة كوفادونجا أو مغارة دونجا وفيها انهزم عبد الرحمن بن علقمة اللخمي من قوات «بلايه» (Pelayo)، وانتهت بتأسيس أولى الإمارات المسيحية في شمال الأندلس (مملكة أستورياس).
جمع عبد الرحمن الغافقي المقاتلين وخرج باحتفال مهيب ليعبر جبال البرانس واتجه شرقاً ليضلل الإفرنج عن وجهته الحقيقية، فأخضع مدينة «أرل» التي خرجت عن طاعة المسلمين، ثم اتجه إلى «دوقية»، فانتصر على الدوق انتصاراً حاسماً، ومضى الغافقي في طريقهِ متتبعاً مجرى نهر «الجارون» ففتح «بردال» واندفع شمالاً ووصل إلى مدينة «بواتييه». في بداية غزو جنوب فرنسا. الدوق أودو العظيم في معركة تولوز في عام 721 تراجع جمعه، وتلقى التعزيزات. ولم يجد الدوق «أودو» بدا من الاستنجاد بالدولة الميروفنجية، وكانت تحت حكم قارله، بعد الغزو كان قارله قد هزم المسلمون في معركة بواتييه عام 732.
معركة بواتييه وقعت 10 أكتوبر عام 732 م بين قوات المسلمين بقيادة عبد الرحمن الغافقي وقوات الإفرنج بقيادة قارله. ولقد هُزم المسلمون في هذه المعركة وقُتل قائدهم وأوقفت هذه الهزيمة الزحف الإسلامي تجاه قلب قارة أوروبا وحفظت المسيحية كديانة سائدة فيها.